# Antonio Tarsia
Antonio Tarsia (Venezia, 1663 circa – Venezia, 10 dicembre 1739) è stato uno scultore italiano.
Utilizzando un moderato classicismo, ha lasciato principalmente opere di soggetto sacro in varie chiese veneziane (San Vitale, San Stae, San Giorgio Maggiore), ma anche a tema profano, per esempio in alcune ville venete.
Suo è l'altare maggiore della chiesa di Santa Maria Assunta a Loreo, in Polesine. Il capolavoro del Tarsia è considerato il magniloquente monumento Valier nella Basilica veneziana dei Santi Giovanni e Paolo (vulgo San Zanipolo) dove al raffinato apparato scultoreo si affianca una elegante ricerca cromatica ottenuta mediante il sapiente uso di marmi policromi.

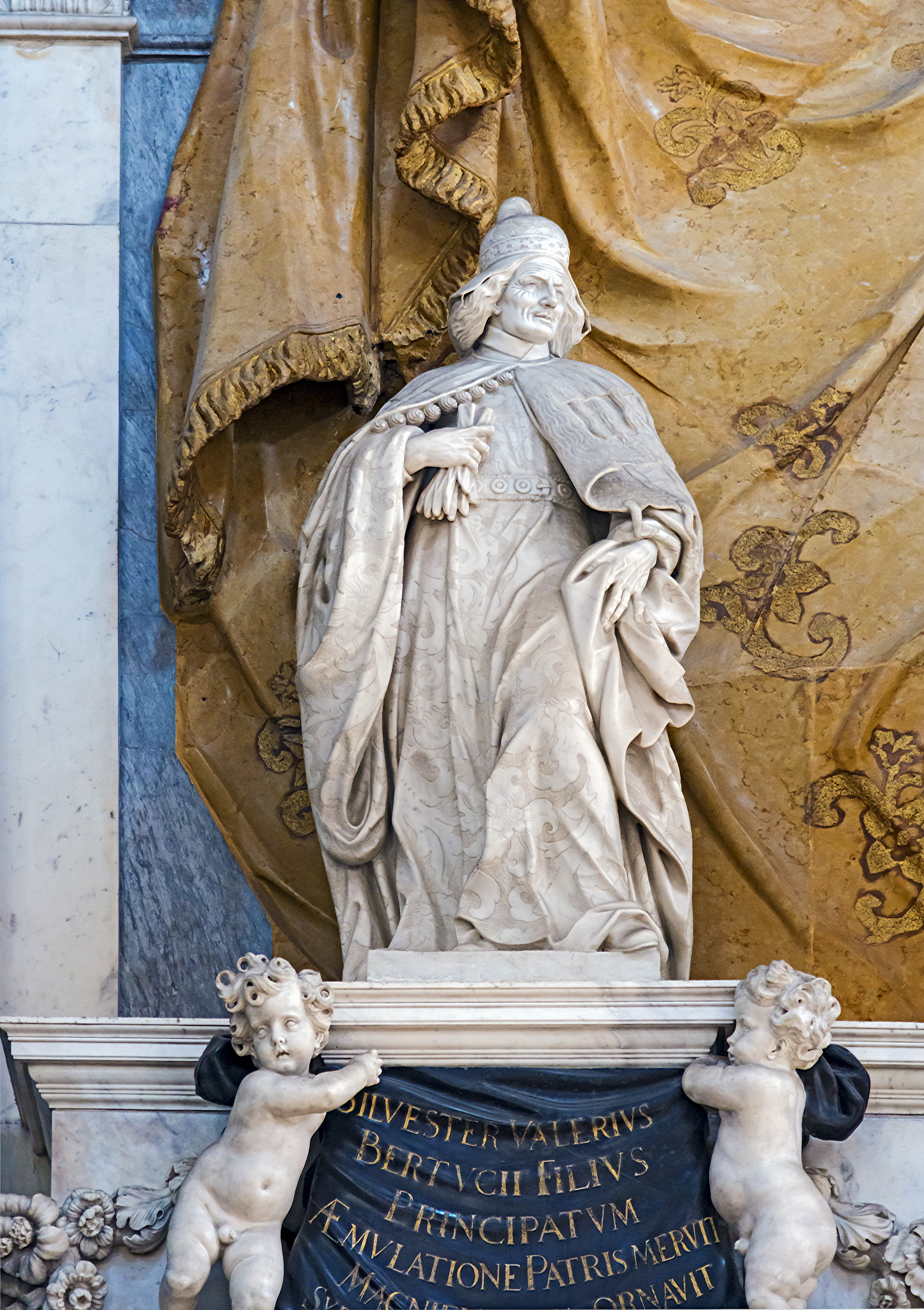
Silvestro Valier San Zanipolo Venezia
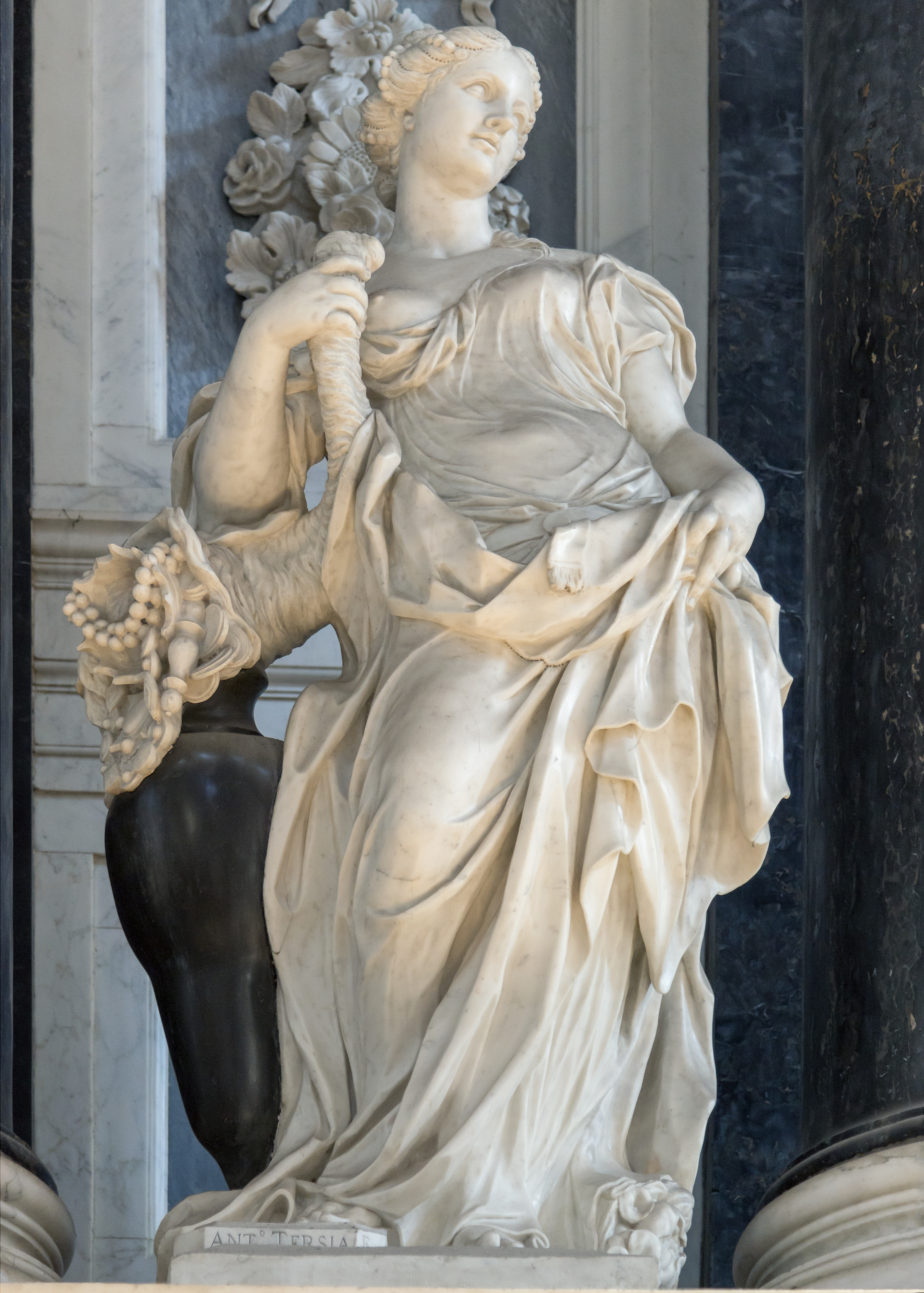
Abbondanza San Zanipolo Venezia
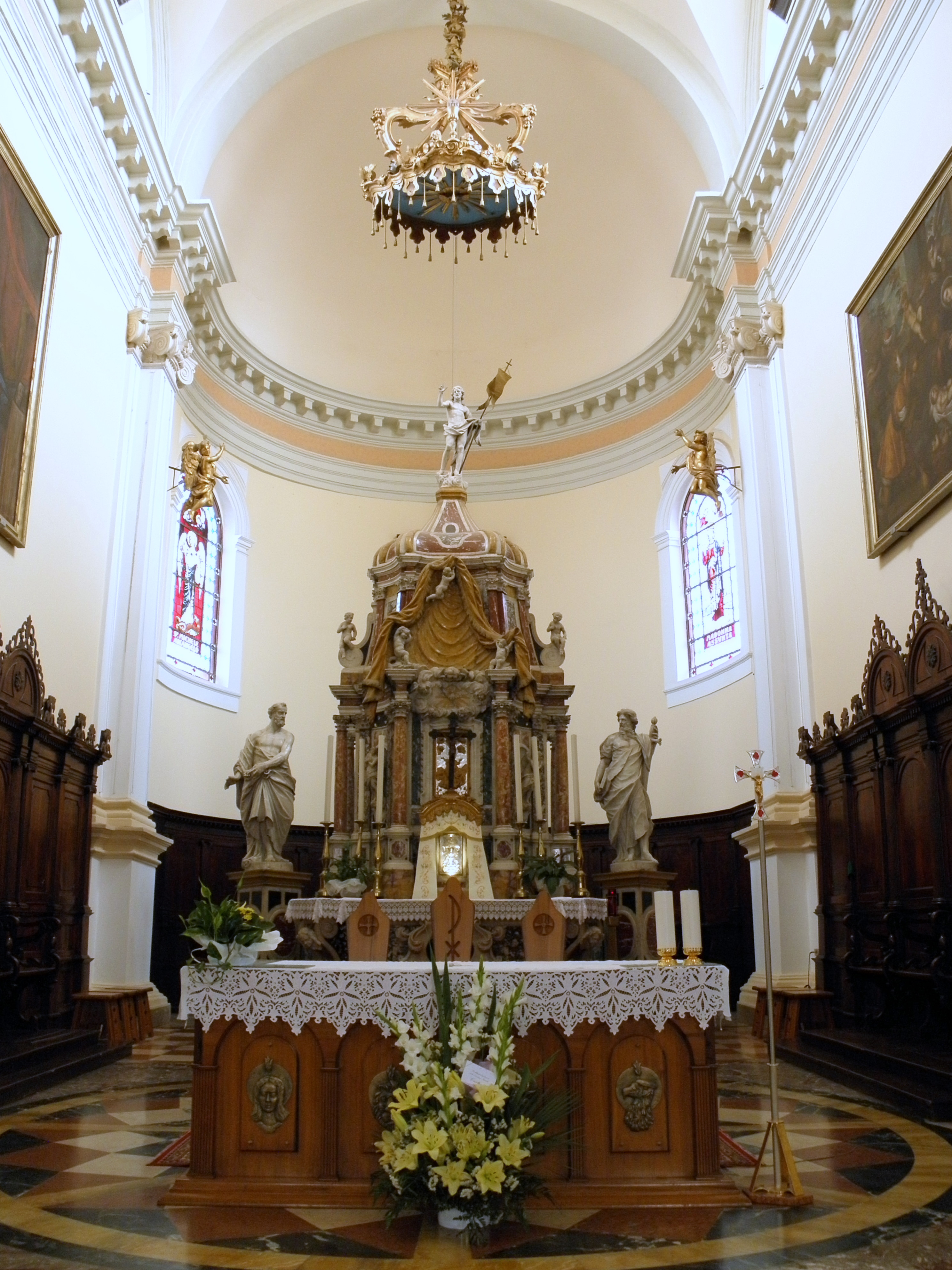
Altare maggiore, chiesa di Santa Maria Assunta, Loreo